# Fred Oberlander
Fritz (Frederick) „Fred” Oberlander (ur. 23 maja 1911 w Wiedniu, zm. 6 lipca 1996) – austriacki, francuski, brytyjski i kanadyjski zapaśnik, żydowskiego pochodzenia. Olimpijczyk z Londynu 1948, gdzie zajął ósme miejsce w kategorii ponad 87 kg, w stylu wolnym.
Brązowy medalista mistrzostw Europy w 1933. Triumfator olimpiady machabejskiej w 1953 roku.
Mistrz Wielkiej Brytanii w latach 1939–1945 i 1948 roku.
Oprócz tego zdobył dwa tytuły mistrza Austrii juniorów, pięć Francji seniorów i Kanady seniorów w 1950 roku.
Ojciec Phila Oberlandera, zapaśnika kanadyjskiego z Tokio 1964.

## Letnie Igrzyska Olimpijskie 1948
| Konkurencja       | Rundy eliminacyjne    | Rundy eliminacyjne    | Klas. końcowa |
| Konkurencja       | Przeciwnik I          | Przeciwnik II         | Miejsce       |
| ----------------- | --------------------- | --------------------- | ------------- |
| +87 kg styl wolny | Jim Armstrong (AUS) P | Josef Růžička (TCH) P | 7.            |